# 彭尼波特 (新澤西州)
彭尼波特（英語：Penny Pot）是位於美國新澤西州大西洋縣的非建制地區。

## 地理
彭尼波特所處的海拔為高於海平面15米（即49英呎），而該地所採用的時區為UTC-5，即北美东部时区（EST）。同時該地設有夏令時間，為UTC-5調快一小時，即UTC-4（EDT）。